# Šídlatka páskovaná
Šídlatka páskovaná (Lestes sponsa) je malá štíhlá vážka vyskytující se i v Česku.

## Vzhled
Délka okolo 3,5 cm, rozpětí křídel okolo 4,5 cm. Sameček je modrý, zatímco samice zelená nebo bronzová. Tělo je lesklé. Larvy mají délku zhruba 2,8 cm.

## Výskyt
Sever Asie, severní a střední Evropa. V Česku je hojná. Vyhovují jí rybníky a jezera silně zarostlá vodními rostlinami. Dává přednost stojatým vodám.

## Život
Dospělci žijí v létě. Samička klade vajíčka na stébla vodních rostlin. I dospělí jedinci jsou schopni vydržet pod vodou až 30 minut. Larvy se líhnou až následující rok na jaře. Vývoj je velmi rychlý a larvám stačí na vývin v dospělého jedince jen 6 až 8 týdnů, to však znamená, že i celková délka života je krátká, maximálně zhruba 6 měsíců. Jak larvy tak i dospělci jsou draví.